# David Íñiguez i Gràcia
David Íñiguez i Gràcia (Barcelona, 1971) es un historiador, escritor y profesor universitario catalán, especializado en historia militar y aeronáutica de la guerra civil española.
Se licenció en Historia del arte y se doctoró en Didáctica de las Ciencias Sociales y Patrimonio, en ambos casos en la Universidad de Barcelona. En esa misma institución educativa impartió clases como profesor de Magisterio y forma parte del grupo de estudio DIDPATRI, desde donde desarrolla tareas de investigación en el Centro de Documentación y Interpretación de la Aviación y la Guerra Civil de la Estación Territorial de Búsqueda del Penedés en Santa Margarita y Monjós. También es miembro de la Asociación de Aviadores de la República (ADAR) y coordinador científico de la revista Ebre 38. En el año 2013 manifestó su apoyo, como miembro de ADAR, a rechazar un diploma otorgado por la delegada del Gobierno en Cataluña, María de los Llanos de Luna, después que se los mezclara con la Hermandad de Combatientes de la División Azul en un homenaje de la Federación de asociaciones cívico-militares en San Andrés de la Barca, queriendo hacer del acto de entrega un espacio de reconciliación.

## Obras

### Como autor
- El Vesper de la Gloriosa. L'aviació republicana (Llibres de matrícula, 2002)[9]
- Les fosses d'Albinyana. Guerra Civil 1936-1939 (Llibres de matrícula, 2003), juntamente con Joan Santacana[10]
- Camps d'aviació republicans al Penedès durant la guerra civil (1936-1939)[7]
- Ebro 1938 (Inédita editores, 2005), juntamente con A. Besolí, D. Gesalí, FX Hernández y JC Luque[7][11][12]
- La batalla del Ebro (La Xara ediciones, 2008)[13]
- La columna Macià-Companys (Fundación Josep Irla, 2008), juntamente con FX Hernández[5]
- La guerra aèria a Catalunya (1936-1939) (Rafael Dalmau, 2012), juntamente con David Gesalí[14]
- Atac i defensa de la rereguarda. Els bombardeigs franquistes a les comarques de Tarragona i Terres de l'Ebre 1936-1939 (Cossetània, 2013), juntamente con Ramon Arnabat[15]
- Sota les bombes. Els atacs aeris a Catalunya durant la Guerra Civil (Angle editorial, 2017), juntamente con David Gesalí y Josep R. Casals[16][17]

### Como coordinador
- El Penedès sota les bombes. Crònica d'un setge aeri 1937-1939. Alt Penedès, Baix Penedès i Garraf (Cossetània, 2012)[1][3]

### Colaboraciones
- «Guerra, franquisme i transició» en la revista El Temps[5][7]
- Documental Ruixats pel foc (ISOCAC-URV, 2013), juntamente con Danae López, Miquel Malet y Ramon Arnabat[18]